# Georg Friedrich Walz

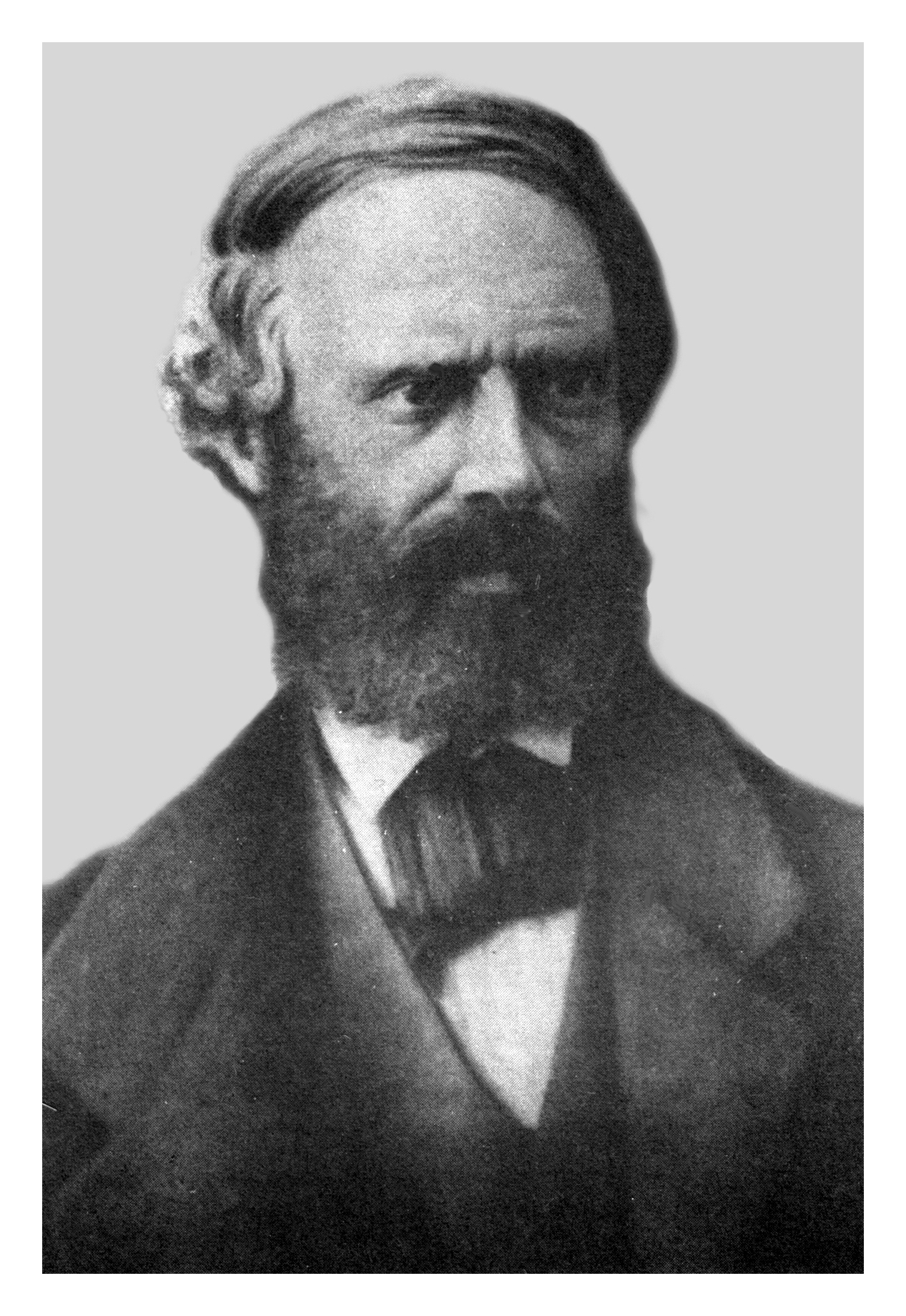
Georg Friedrich Walz 1813–1862

Georg Friedrich Walz (* 24. Juli 1813 in Heppenheim; † 20. März 1862 in Zwingenberg) war ein deutscher Pharmakologe.

## Leben
Georg Friedrich Walz wurde als Sohn eines großherzoglich-hessischen Steuereinnehmers in Heppenheim an der Bergstraße geboren. Nach Besuch der Volksschule in Heppenheim und ab 1827 der Lateinschule in Waldmichelbach begann er 1828 eine Lehre beim Apotheker Ruprecht in Fürth. Am 28. Juli 1830 bestand er die Gehilfenprüfung in Darmstadt. Ostern 1831 wechselte er in die Stadt-Apotheke von Johann Philipp Bronner in Wiesloch, in der er zwei Jahre lang blieb. Mit Bronner, einer Kapazität für alle Fragen des Weinbaus, blieb Walz in der Folge freundschaftlich verbunden. Von Wiesloch aus ging er auf Wanderschaft („Konditionierung“). Von Ostern 1833 bis August 1834 „konditionierte“ er in Heidelberg in der Hofapotheke bei Heinrich Schweinsberg, von August 1834 bis April 1837 in Mannheim in der Pelikan-Apotheke bei Aloys Hansen. Während seines Aufenthalts bei Aloys Hansen legte er am 20. Juli 1835 ohne Universitätsstudium das hessische Staatsexamen ab, wobei Heinrich Emanuel Merck als Prüfer fungierte.

Die bayerische Rheinpfalz

### Heidelberg – Schwanen-Apotheke / Studium der Pharmazie
1837 wurde Georg Friedrich Walz zusammen mit Johann Philipp Odenwald Teilhaber der Schwanen-Apotheke in Heidelberg. Er besaß weder das badische Staatsbürgerrecht noch verfügte er über ein badisches Apothekerexamen. Durch die Teilhaberschaft an der Apotheke sicherte er sich jedoch ein Auskommen. Vom Mai 1837 bis zum Oktober 1838 studierte er Pharmazie an der Universität Heidelberg und schloss mit einer Dissertation über die chemische Zusammensetzung des Giftlattich-Milchsafts ab. Seine pharmazeutischen Kenntnisse wurden in Heidelberg vor allem durch Leopold Gmelin und durch Johann Maximilian Alexander Probst geprägt. Es ist anzunehmen, dass Walz allmählich die Stellung eines wissenschaftlichen Mitarbeiters Probsts einnahm, als dieser 1837 die Ausarbeitung der Badischen Pharmakopöe und zusätzlich das Amt eines badischen Apothekenvisitators übernahm.

### Speyer

#### Schwanen-Apotheke / Private Pharmazeutische Lehranstalt
Am 22. August 1840 bestand Walz in Bamberg das bayerische Staatsexamen. Am 12. Juli 1840 hatte er die Schwanen-Apotheke in Speyer gekauft und er übernahm sie am 26. Oktober 1840. Angeschlossen an die Apotheke gründete er ein privates pharmazeutisches Institut, in welchem bis zum Jahre 1856 etwa 70 Pharmazeuten ausgebildet wurden, darunter Georg Franz Merck.

#### Gewerbeverein
Zusammen mit Georg Friedrich Kolb bemühten sich 30 Speyrer Bürger, darunter auch Walz, ab dem 29. Januar 1843 um die Gründung eines „Gewerbevereins“ mit dem Ziel „der Hebung und Beförderung der Industrie und Verbreitung theoretischer und praktischer Kenntnisse in Künsten und Gewerbe.“ Zu Beginn des Jahres 1844 konnte der Verein definitiv einen Lesesaal und eine mechanische Werkstatt in der Gewerbeschule beziehen, nachdem auf obrigkeitliches Drängen sichergestellt war, dass in dem Lesesaal „keine anderen Bücher und Zeitschriften aufzustellen seien, als mathematische, naturwissenschaftliche, technische und merkantile.“ Kolb wurde zum Vorsitzenden des Vereins gewählt, Walz zum Sekretär. Im März 1846 richtete der „Gewerbeverein“ eine „Gewerbehalle“ ein, in der Speyrer Handwerker ihre Produkte in einer Art Kommissionsgeschäft zum Verkauf anbieten konnten. Ab 1848/1849 übernahm Walz im „Gewerbeverein“ und in der „Gewerbehalle“ zusehends die Aufgaben von Kolb. Im März 1857 wurden beide Institutionen aufgelöst.

#### Pfälzischer Aufstand
An der Bewegung von 1848/49 in Speyer nahm Walz begeistert, jedoch ohne Fanatismus oder Radikalisierung teil. Während des Pfälzer Aufstands von 1849 ging er auf Distanz zur herrschenden provisorischen Regierung in Kaiserslautern.
Anfang Mai 1849 konstituierte sich in Kaiserslautern ein sogenannter «Landesverteidigungsausschuss», der die zahlreichen « Volkswehren» seinem Kommando unterstellte und versuchte, die bayerisch-pfälzische Verwaltung zur Annahme der Reichsverfassung zu zwingen. Damit begann der Pfälzer Aufstand, denn der «Landesverteidigungsausschuss» handelte ohne Zustimmung der Nationalversammlung. Die Nationalversammlung sandte daraufhin den Abgeordneten Bernhard Eisenstuck als Reichskommissar in die Pfalz. In Speyer traf Eisenstuck mit dem Regierungspräsidenten des bayerischen Rheinkreises Franz Alwens zusammen, der den Wunsch nach Annahme der Reichsverfassung äußerte. Eisenstuck reiste weiter nach Kaiserslautern und bestätigte die revolutionäre Bewegung als «Landesausschuss für Verteidigung und Durchführung der deutschen Reichsverfassung». Statt den Aufstand zu beschwichtigen, verlieh Eisenstuck ihm damit das Ansehen einer formellen Legitimität. Daraufhin berief ihn die Nationalversammlung ab. Eisenstuck hielt sich jedoch noch einige Tage in Kaiserslautern auf.

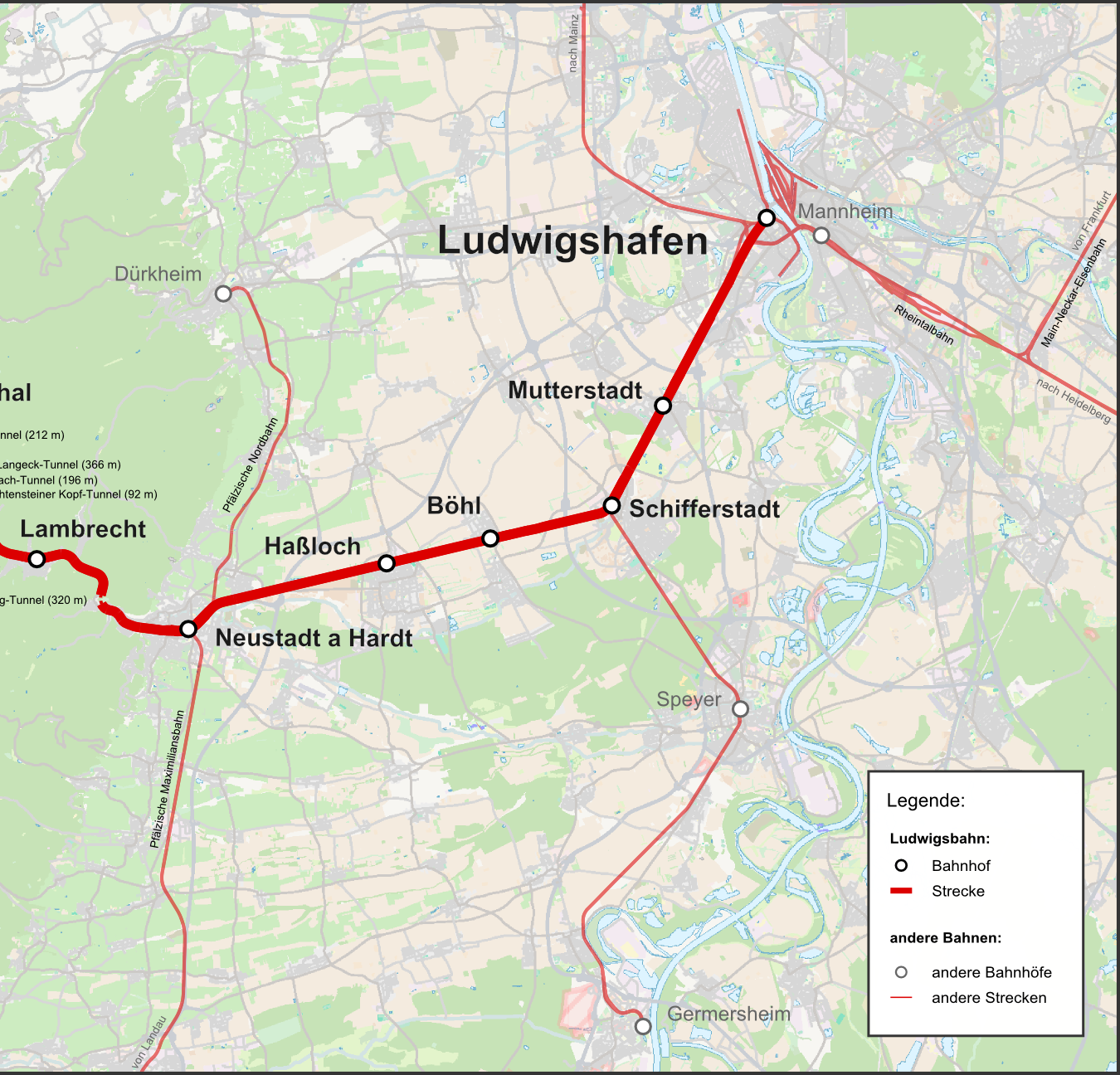
Pfälzische Ludwigsbahn 1870

Am 7. Mai 1849 beschädigten Freischärler die Bahnstrecke bei Mutterstadt und bei Haßloch. Um eine rasche Reparatur der Strecke zu verhindern, rissen sie die Schienen heraus und transportierten sie nach Neustadt. Durch diese punktuellen Zerstörungen sollte der Transport bzw. Durchzug preußischer Soldaten nach der Festung Landau verhindert werden.
Am 11. Mai verlegte der in Speyer kommandierende bayerische Brigadegeneral seinen Sitz in die Festung Germersheim. Ein erheblicher Teil seiner Truppen desertierte und trat zur «Volkswehr» über. In Speyer konstituierte sich am 12. Mai ein lokaler «Kantonalverteidigungsausschuss», dessen Vorsitz Georg Friedrich Walz übernahm. Walz bemühte sich in Neustadt in Gesprächen mit dem dortigen «Kantonalverteidigungsausschuss» darum, dass die zerstörte Eisenbahnlinie wiederhergestellt wurde.
Bei seiner Rückkehr von Neustadt wurde in einer Sitzung des Speyrer «Kantonalverteidigungsausschusses» beschlossen, dass Pulvervorräte, die das abziehende bayerische Militär in einem Depot in Speyer zurückgelassen hatte, an einen sicheren Platz zu bringen seien. In der unübersichtlichen Situation gelangte Walzs Unterschrift schließlich am 15. Mai auf ein Schriftstück, in dem angewiesen wurde, die Pulverfässer mit der Eisenbahn nach Neustadt zu bringen.
Beflügelt durch die Revolution in Baden verlangte der Pfälzer «Landesverteidigungsausschuss» die Wahl von Kantonalvertretern, die zu einer Versammlung nach Karlsruhe gerufen wurden. In Speyer betraute man Walz mit dieser Aufgabe. Am 17. Mai 1849 versammelten sich 28 von 31 pfälzischen Kantonalvertretern in Kaiserslautern. Georg Friedrich Walz wurde zum Vorsitzenden dieser Versammlung gewählt. Der «Landesverteidigungsausschuss» verlangte die Einsetzung einer provisorischen Regierung. Walz hingegen versuchte die Entscheidung dieser Frage zu verzögern. Es kam zu einer namentlichen Abstimmung, die knapp mit 15 zu 14 Stimmen für eine provisorische Regierung entschieden wurde. Walz stimmte gegen die Einsetzung einer provisorischen Regierung.
Schon am nächsten Tag verkündete die provisorische Regierung die Vereinigung mit dem revolutionären Baden und sie forderte die noch in Speyer befindliche bayerisch königliche Regierung auf, den Eid auf die Reichsverfassung zu leisten. Dieser Forderung entzog sich der Pfälzer Regierungspräsident Franz Alwens, indem er sich in die Festung Germersheim zurückzog. Walz bemühte sich daraufhin vergeblich, die pfälzischen Nationalversammlungsabgeordneten für ein beschwichtigendes Einwirken auf die Revolutionäre zu gewinnen.

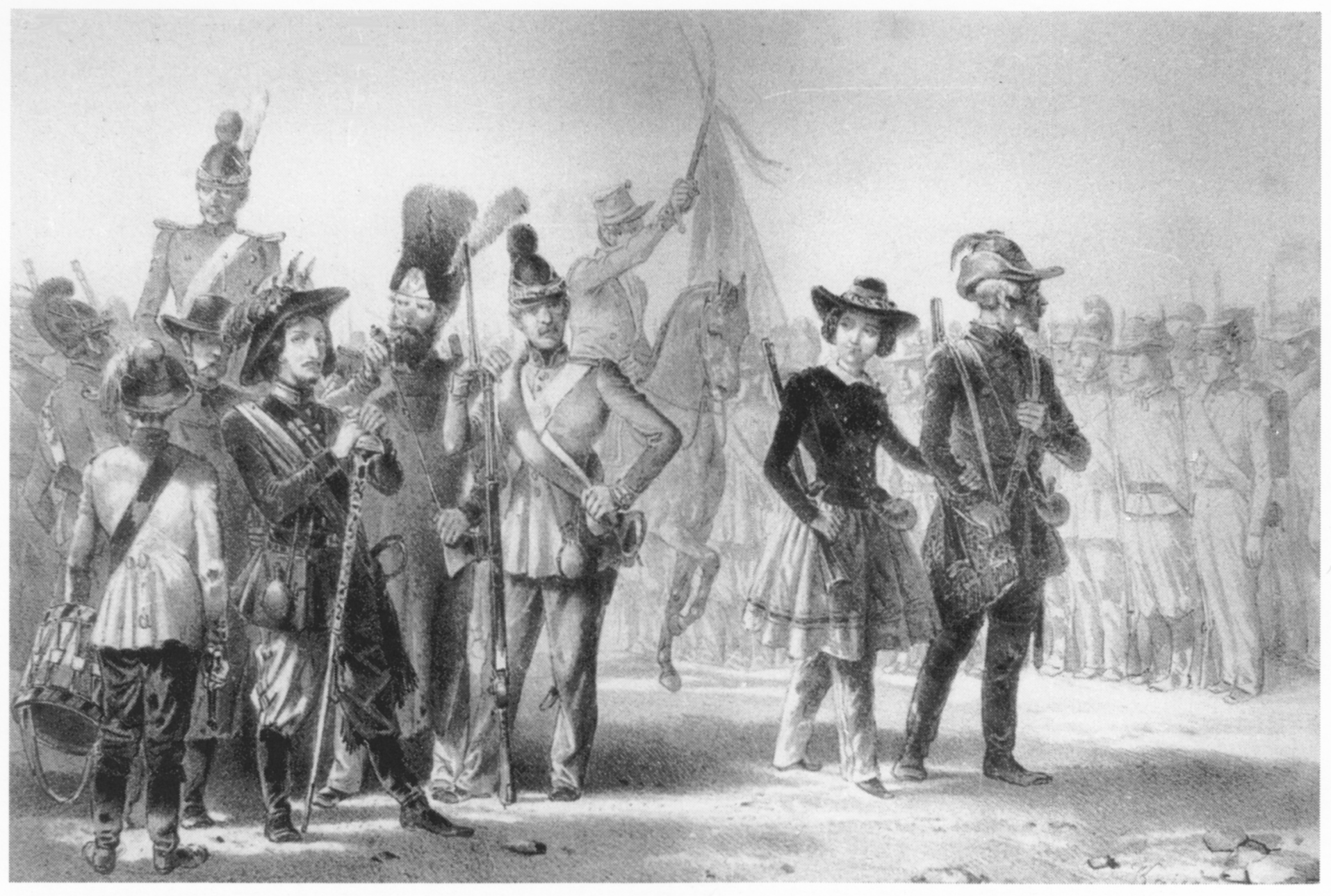
Lithographie von Friedrich Kaiser. Pfälzische Revolutionssoldaten 1849, darunter rechts Mathilde Franziska Anneke und Fritz Anneke

In der Nacht vom 19. auf den 20. Mai wehrte die Festung Landau einen Angriff ab, den die Revolutionäre unter der Leitung von Ludwig Blenker ausführten. Am 22. und 23. Mai hielt sich die provisorische Regierung in Speyer auf und nahm die nahezu leere Stadtkasse in Beschlag. Walz wurde als „Verräter an der Sache“ bezeichnet.

#### Reaktion
Als preußische Truppen am 12. Juni 1849 die Pfalz eroberten, erhielt eine Gruppe, zu der auch Walz zählte, in einer Stadtratssitzung den Auftrag, den herannahenden Preußen entgegenzugehen und die Stadt Speyer ihrem Schutz zu übergeben. Bei der Ausführung dieses Auftrags wurde ihnen von vorüberreitenden Soldaten der Hut vom Kopf geschlagen und ihnen wurde das Gerücht zugetragen, dass man sie zur Verhaftung aufgezeichnet habe. Walz floh nach Baden, das sich noch in der Hand von Aufständischen befand. In Weißenburg erfuhr er, dass er als Mitglied des Speyrer Kantonalverteidigungsausschusses keine Verhaftung zu befürchten hätte. Daraufhin ging er über Geinsheim auf Speyer zu, wurde am 25. Juni von bayerischen Truppen entdeckt, als Freischärler gefangen genommen und in Speyer inhaftiert. Die darauf folgende Untersuchung deckte lediglich die Beteiligung von Walz an der demokratisch orientierten „Neuen Speyrer Zeitung“ auf. Seine Rolle als Vorsitzender des Speyrer Kantonalverteidigungsausschusses erweckte das Bild eines gemäßigten Bürgers, der um die Aufrechterhaltung der Ordnung in einer Zeit bemüht war, als die legitime Regierung versagt hatte. Nichts deutete auf Straftaten während des Aufstandes hin oder auf den Versuch, die Untersuchungsbehörden zu täuschen.
Das Jahr 1849 verstrich, ohne dass Schritte gegen Walz unternommen wurden und er behielt zunächst unbehelligt seine öffentlichen Ämter.
Im Februar 1850 erschien ein Beauftragter des Appellationsgerichts aus Zweibrücken in Speyer um Walz zu verhören. Es ging um den Pulvervorrat, den die in Speyer stationierten bayerischen Soldaten am 11. Mai 1849 bei ihrer Flucht in die Festung Germersheim in Speyer zurückgelassen hatten, und der nach Neustadt zu den Freischärlern verbracht worden war. Walz konnte im Februar 1850 keine Mitwisserschaft oder Teilnahme an strafbaren Vorgängen im Zusammenhang mit diesem Pulvertransport nachgewiesen werden.
Gustav von Hohe, von 1850 bis 1866 Regierungspräsident der bayerischen Pfalz, gab am 13. Mai 1850 eine Untersuchung in Auftrag, da er gehört habe, dass Speyrer Stadträte, darunter auch Walz, in Weißenburg mit politischen Flüchtlingen zusammengetroffen seien. Am 16. Mai ordnete er die Entlassung der betroffenen Stadträte an. Da die Anschuldigungen gegen Walz keine konkreten Anhaltspunkte für gerichtliche Bestrafungen enthielten, konstruierte von Hohe kurzerhand ein Vergehen und warf Walz vor, in seiner Apotheke habe ein Gehilfe Phosphorlatwerge zur Mäusebekämpfung ohne Eintrag in ein Giftbuch abgegeben. Durch diese Latwerge seien Kinder gefährdet worden. Walz konnte zwar nachweisen, dass nach den in Speyer geltenden Bestimmungen ein Eintrag der Phosphorlatwerge in ein Giftbuch nicht erforderlich war, trotzdem wurde er angeklagt. Am 14. September 1850 fand der Prozess in Frankenthal statt und Walz wurde zu 3.000 Gulden Geldstrafe verurteilt. Er legte Berufung ein. Die Berufungsverhandlung am 8. November vor dem Appellationsgericht in Zweibrücken endete zwar mit einem Freispruch, der Generalstaatsprokurator am Appellationsgericht Zweibrücken ging jedoch seinerseits in Berufung, die erst im Februar 1851 vom Ober-Appellationshof in München zurückgewiesen wurde. Trotz des Freispruchs erlitt Walz durch den Prozess eine empfindliche Rufschädigung.

### Heidelberg
Nachdem er im Mai 1853 an der dortigen Universität habilitiert hatte, wurde er im August 1859 zum außerordentlichen Professor ernannt. Mit dem Titel war keine Besoldung verbunden und Walz bemühte sich vergeblich um die Übernahme der Hof-Apotheke in Heidelberg. Es gelang ihm u. a. nicht, die zum Führen einer Apotheke in Heidelberg notwendige Badische Staatsbürgerschaft zu erlangen. In Heidelberg kursierten Gerüchte und Denunziationen, die Walz‘ politische Vergangenheit betrafen.

### Ämter
- 1842 bis 19. September 1850. Mitglied des Kreismedizinalausschusses für die Pfalz
- 1843 bis 14. September 1850. Lehrer der Naturwissenschaften an der Gewerbeschule in Speyer
- 1844 bis 1857. Sekretär, später Vorsitzender des Speyrer Gewerbevereins
- Ab 1846 Vorstand des Apothekergremiums für die Pfalz
- Mai 1848 bis 23. Oktober 1850. Gewählter Stadtrat in Speyer
- September 1848 reiste Walz zusammen mit Heinrich Albin Ricker als Vertreter der „Pfälzischen Gesellschaft für Pharmazie und Technik“ nach Leipzig zum „Teutschen allgemeinen Apotheker-Congress“, bei dem über Reformen der Pharmazie beraten wurde
- Mai 1849 Vorsitz des lokalen «Kantonalverteidigungsausschusses» in Speyer

### Ehrungen
Georg Friedrich Walz wurde am 1. Mai 1854 mit dem akademischen Beinamen Hildebrand II. zum Mitglied (Matrikel-Nr. 1713) der Leopoldina gewählt.

### Familie
1841 starb sein Vater, der Steuereinnehmer Ludwig Friedrich Walz in Waldmichelbach. Seine Mutter Margarethe Walz erhielt dann eine geringe Pension 7. Klasse von 160 Gulden jährlich. Sie zog in den Haushalt ihres Sohnes nach Speyer, wo sie 1855 im Alter von 77 Jahren verstarb.
Walz heiratete im Jahre 1845 Wally Martin, die Tochter des Speyrer Kreisforstrats Karl Ludwig Martin. Das Paar bekam zwei Kinder, Luise Friederika Margaretha (* 17. Dezember 1846) und Carolina Josephina Wallburga (* 16. Mai 1848). Wally Walz starb im Mai 1848 im zweiten Wochenbett.
Am 14. Juli 1849 heiratete Walz Fanny Martin, die jüngere Schwester seiner verstorbenen Frau. Mit ihr hatte er sieben weitere Kinder, darunter den Sohn Ernst, der Oberbürgermeister von Heidelberg wurde.

## Werke (Auswahl)
Ausführliches Werkverzeichnis in Eberhardt 1990, S. 174–186.
- Der Milchsaft des Gift-Lattichs chemisch untersucht. Diss. phil. Heidelberg 1839 (Digitalisat). Teilabdruck in: Annalen der Pharmacie 32 (1839), 85–101 (Digitalisat)
- Beiträge im: Jahrbuch für practische Pharmacie und verwandte Fächer
  - Beitrag zur chemischen Untersuchung der Familie der Asparagineen [ Paris quadrifolia – Polygonatum multiflorum – Convallaria majalis ] 4 (1841), 3–7 (Digitalisat); 5 (1842), 284–291 (Digitalisat) 6 (1843), 10–21 (Digitalisat); 7 (1843) 171–173 (Digitalisat), 277–281 (Digitalisat); 8 (1844) 78–85 (Digitalisat)
  - Über die Beziehungen des Pflanzenbaues zur chemischen Constitution der Gewächse. 6 (1843) 377–388 (Digitalisat)
  - Beschreibung und Darstellungsweise einiger bei der Untersuchung der Escholtzia californica aufgefundenen eigenthümlichen Stoffe, als Beitrag zur vergleichenden Analyse der Papaveraceen. 7 (1843), 282–287 (Digitalisat); 8 (1844), 147–155 (Digitalisat); 209–226 (Digitalisat)
  - Zusammen mit E. Riegel. Über Chlorwasser. 7 (1844), 154–163 (Digitalisat)
  - Über das Vorkommen der Thonerde in den Weinreben verschiedener Arten, als Nachtrag meiner früheren Abhandlung „Beiträge zur Weinkultur“.  9 (1846), 400–403 (Digitalisat)
  - Chemische Beiträge zur genaueren Kenntnis der Scrophularineen insbesondere über die Darstellung des Digitalins und Gratiolins und deren chemisches Verhalten. 14 (1847), 20–24 (Digitalisat)
  - Untersuchungen von Weinbergserden, Rebhölzern und Trauben in verschiedenen Stadien der Reife, aus der Gegend von Heilbronn.  15 (1847), 65–78 (Digitalisat)
  - Über Santonin, welches mit Strychnin verunreinigt vorkam. 15 (1847), 96–99 (Digitalisat)
  - Über Wasserleitung in Bleiröhren und deren Verhalten. 17 (1848), 357–364 (Digitalisat)
  - Untersuchung des Harns eines an Diabetes mellitus leidenden Kindes. 19 (1849), 267–270 (Digitalisat)
  - Untersuchung von Ackererde und auf diesem Boden gewachsenen Kartoffeln. 20 (1850), 211–216 (Digitalisat)
  - Beitrag zur chemischen Kenntnis der Scrophularineen (Gratiola officinalis – Gratiolin – Gratiosolin – Gratiolacrin. Digitalis purpurea – Digitalin – Digitasolin – Digitalicrin). 21 (1850), 1–46 (Digitalisat)
  - Chemische Untersuchung der verschiedenen Torfsorten aus dem Torfgebrüche des Reichswaldes bei Kaiserslautern. 22 (1851), 257–283 (Digitalisat)
  - Versuche über die Wirkungen der in der Gratiola officinalis aufgefundenen Stoffe und die Bereitung derselben. 24 (1852), 4–7 (Digitalisat)
  - Über das Blutschwitzen der Kartoffeln im abgekochten Zustande; auch Blutwunder, Prodigium farinae. 24 (1852), 22–29 (Digitalisat)
  - Beitrag zur Kenntnis der chemischen Zusammensetzung der Aristolochiachien, insbesondere die Untersuchung der Aristolochia clematitis. 24 (1852) 65–72 (Digitalisat); 26 (1853), 65–76 (Digitalisat)
  - Über das riechende Prinzip der Digitalis purpurea. 24 (1852), 86–88 (Digitalisat)
  - Über das flüchtige Alkaloid in Chenopodium vulvaria. 24 (1852), 227–229 (Digitalisat)
  - Untersuchung der Samen der Datura arborea Lin. 24 (1852), 353–357 (Digitalisat)
  - Die Heilung der Brüche durch Joh. Jakob Krüsi, zum Löwen in Gais, Kanton Appenzell. 25 (1852), 307–309 (Digitalisat)
  - Weiterer Beitrag zur chemischen Kenntnis der Scrophularineen (Scrophularia nodosa. Scrophularia aquatica. Linaria vulgaris. Digitalis grandiflora lutea. Antirrhinum majus. Linaria cambalaria. Antirrhinum cymbalaria.). 26 (1853), 296–307 (Digitalisat); 27 (1853), 12–19 (Digitalisat); 65–78 (Digitalisat); 129–133 (Digitalisat)
  - Untersuchungen über die Bestandteile des Lactucariums und der Lactuca virosa L. 27 (1853), 22–27 (Digitalisat)
- Beiträge in: Neues Jahrbuch für Pharmacie
  - Die Bestandteile der Zuckerrübenrückstände, nach Schützenbachs Methode, und der Wert derselben als Futter. 1 (1854), 345–347 (Digitalisat)
  - Untersuchungen angeblich verfälschter Biere, untersucht im Laboratorium von Dr. Walz. 3 (1855), 312–316 (Digitalisat)
  - Untersuchungen einer großen Anzahl Weine aus der bairischen Pfalz. 4 (1855), 22–25 (Digitalisat)
  - Über die Bereitung des Chloroforms. 4 (1855), 265–267 (Digitalisat)
  - Weitere Beiträge zur chemischen Kenntnis der Asparagineen und Smilaceen (Convallaria majalis). 5 (1856), 1–2 (Digitalisat)
  - Untersuchungen von Weinen. 5 (1856), 74–84 (Digitalisat)
  - Weiterer Beitrag zur Kenntnis der Scrophularineen. Digitalis lutea L. 8 (1857), 322–324 (Digitalisat)
  - Beitrag zur chemischen Kenntnis der Cucurbitaceen (Cucumis colocynthis L.). 9 (1858), 16–24 (Digitalisat)
  - Weiterer Beitrag zur Untersuchung der Familie der Cucurbitaceen (Bryonia alba). 9 (1858), 65–72 (Digitalisat)
  - Weitere Mitteilungen über Bryonia alba. 9 (1858), 217–224 (Digitalisat)
  - Über die Bestandteile der Coloquinthen. 9 (1858), 225–231 (Digitalisat)
  - Über Digitalis purpurea. 9 (1858), 302–315 (Digitalisat)
  - Gratiola officinalis, deren Bestandteile und einige Zersetzungsprodukte derselben. 10 (1858) 65–80 (Digitalisat)
  - Convallaria majalis Lin., deren Bestandteile. 10 (1858), 145–154 (Digitalisat)
  - Zur Bereitung des Digtalins. 10 (1858), 319–324 (Digitalisat)
  - Nachtrag über die Schärfe des Digitalis. 10 (1858) 324–326 (Digitalisat)
  - Weiterer Beitrag zur chemischen Kenntnis der Cucurbitaceen (Momordica elaterium L.) 11 (1859), 21–34 (Digitalisat)
  - Spilanthes oleracea L. Gemüse-Fleckblume. 11 (1859), 283–288 (Digitalisat)
  - Buxus sempervirens L., der Bitterstoff derselben, Buxin. 12 (1859), 302–307 (Digitalisat)
  - Über Paris quadrifolia und deren Bestandteile, besonders das Paridin und Paristyphnin. 13 (1860), 355–362 (Digitalisat)
  - Weiterer Beitrag zur chemischen Kenntnis von Buxus sempervirens L. 14 (1860), 15–23 (Digitalisat)
  - Über Arnica montana L. 14 (1860), 79–98 (Digitalisat); 15 (1861), 329–340 (Digitalisat)
  - Beitrag zur Kenntnis der Chelidoninsäure. 15 (1861), 22–28 (Digitalisat)
  - Beitrag zur Kenntnis der Colchicaceen, insbesondere Colchicum autumnale L. 16 (1861), 1–8 (Digitalisat)
  - Weiterer Beitrag zur Kenntnis der Cucurbitaceen. 16 (1861), 8–11 (Digitalisat)